# Karl Mack von Leiberich

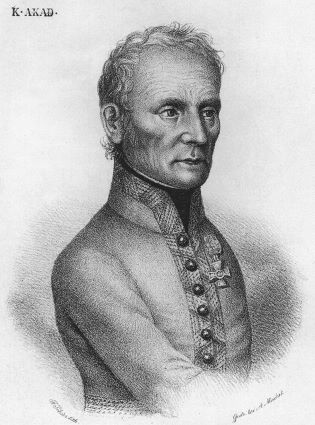
Karl Mack von Leiberich

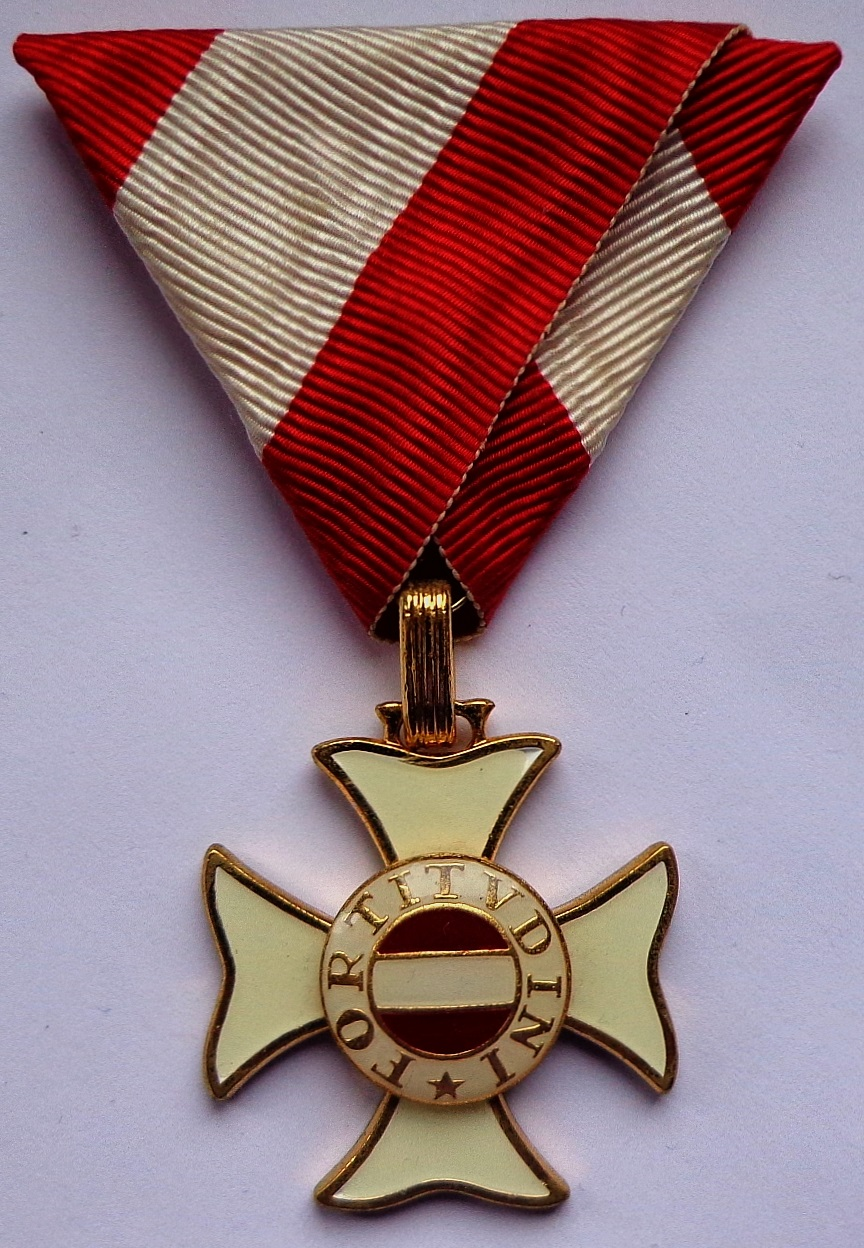
Ritterkreuz des Militär-Maria-Theresien-Ordens

Karl Mack Freiherr von Leiberich (* 24. August 1752 in Nennslingen, Fürstentum Ansbach als Karl Mack; † 22. Oktober 1828 in St. Pölten) war ein österreichischer General und seit 1789 Ritter des Maria-Theresia-Ordens.

## Leben
Karl Mack trat 1770 als Fourier in österreichische Dienste und gehörte zunächst dem 2. Carabinier-Regiment Graf Althan (später in Kaiser Franz Josef Kürassiere Nr. 1 umbenannt) an. Dessen Oberst Graf Kavanagh beförderte Mack bald zum Regiments-Adjutanten. 1778 wurde er Adjutant von Fürst Kinsky, später von Franz Moritz Graf von Lacy und von Ernst Gideon von Laudon. Mack nahm als Major mit Auszeichnung am 8. Österreichischen Türkenkrieg (1787–1792) teil, wurde 1789 zum kaiserlichen Flügeladjutanten und nach dem Fall Belgrads zum Oberst sowie zum Chef des General-Quartiermeisterstabes ernannt. In der 19. Promotion des Maria-Theresia-Ordens am 21. Dezember 1789 erhielt er das Ritterkreuz dieses Ordens. Mit Diplom vom 22. Februar 1791 wurde Mack in den Freiherrenstand erhoben, wobei er „von Leiberich“ als Prädikat wählte und ein Wappen erhielt. Sein Onkel mütterlicherseits, der Rittmeisters von Leiberich, hatte Mack seinerzeit zum Eintritt in die österreichische Armee bewogen.
1792/1793 diente er in den Niederlanden als Generalstabschef des Prinzen Friedrich Josias von Sachsen-Coburg-Saalfeld (Josias von Koburg) und führte nach dem Sieg in der Schlacht bei Neerwinden im März 1793 die Verhandlungen mit Charles-François Dumouriez, die dessen Übertritt zur Folge hatten.
1794 leitete er als Generalquartiermeister des Kaisers den Feldzug und wurde 1797 zum Feldmarschall-Leutnant ernannt. Nach dem Frieden von Campo Formio 1797 erhielt er vom König von Neapel Ferdinand IV. den Oberbefehl über die neapolitanischen Truppen, warf noch im November 1798 die Franzosen unter Jean-Étienne Championnet zurück und besetzte Rom. Die in der Engelsburg zurückgebliebene französische Besatzung zwang ihn jedoch bald wieder zum Rückzug.
Da er hierauf mit dem französischen General einen Waffenstillstand schloss, brach in Neapel ein Aufruhr der Lazzaroni aus. Mack war gezwungen, sich in den Schutz des französischen Lagers zu begeben. Er wurde als Kriegsgefangener nach Dijon, daraufhin nach Paris gebracht, von wo er 1800 entkommen konnte. Von 1800 bis 1805 war er mit vollen Bezügen ohne Anstellung beurlaubt.

## Napoleonische Kriege

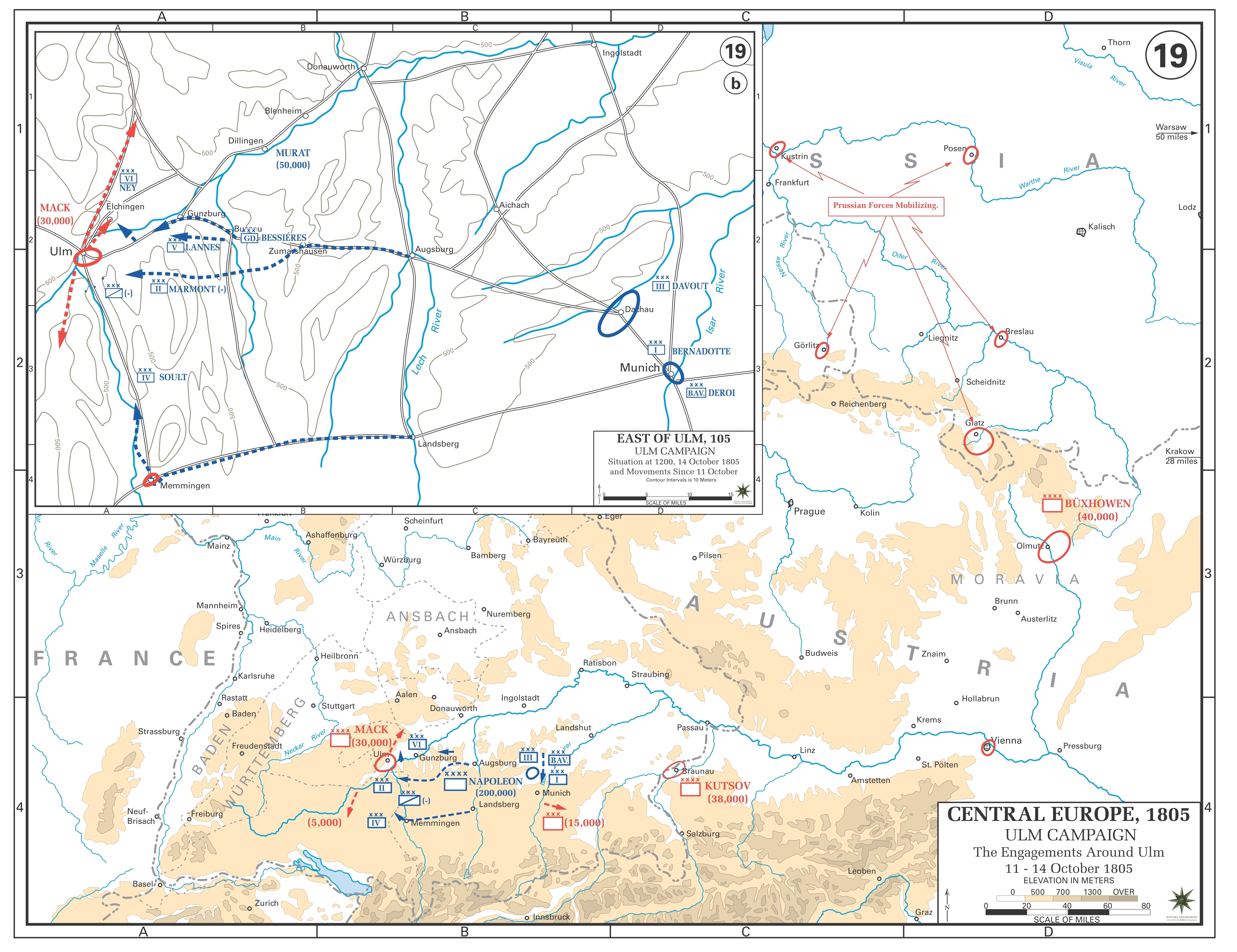
Lage am 11.–14. Oktober 1805

Oberbefehlshaber der K.k. Hauptarmee, der vormaligen Armee des Heiligen Römischen Reiches in Deutschland, war Erzherzog Ferdinand Karl d´Este. 1805 wurde Feldmarschall-Leutnant Mack von Leiberich Generalquartiermeister der 72.000 Mann starken Armee. Tatsächlich verfügte Mack von Leiberich über die gesamte Befehlsgewalt der Armee, die in Bayern Napoléon entgegentreten sollte. Bayern sollte zu einer Allianz mit Österreich gezwungen werden, schloss sich aber im Bogenhausener Vertrag wie Baden und Württemberg Frankreich an. Die Franzosen konnten im Herbst 1805 in Süddeutschland eine Armee von nahezu 200.000 Mann aufbieten. Diese Tatsache unterschätzte der österreichische Generalstab in fataler Weise.

### Schlacht von Elchingen
Der Auftrag des Kaisers Franz lautete, rasch bis an die Iller vorzurücken und Ulm zu befestigen. Mack von Leiberich drang über Memmingen bis zur Iller vor und schwenkte dann nach Norden in Richtung Ulm. Nordöstlich von Ulm, in der Schlacht von Elchingen, wurden Teile von Macks Armee von den unerwartet schnell heranrückenden Franzosen unter dem Oberbefehl von Michel Ney am 14. Oktober 1805 angegriffen und geschlagen.

### Kapitulation von Ulm
Nach der Schlacht von Elchingen zog Mack von Leiberich die Hauptarmee nach Ulm in die Festung zurück. Im Vertrauen auf die preußische Neutralität und russische Hilfe – Kaiser Alexander von Rußlands 35.000 Mann starke Armee unter Kutusow lagerte schon in der Nähe von Braunau am Inn – weigerte er sich, rechtzeitig den Rückzug nach Böhmen anzutreten.

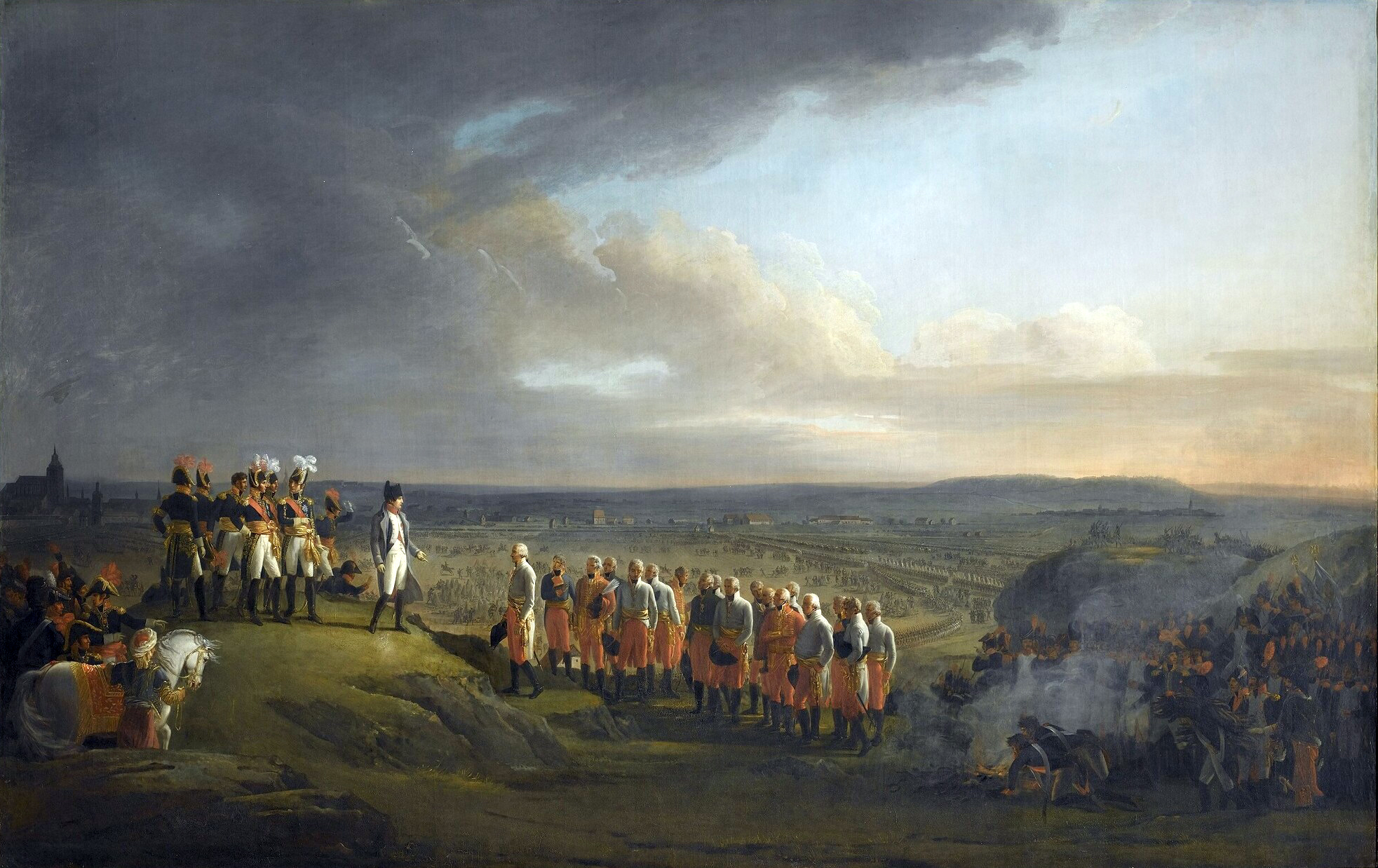
Kapitulation von Ulm am 20. Oktober 1805

Am 20. Oktober 1805, einem Sonntag, kapitulierte Mack von Leiberich und übergab die Festung Ulm den Franzosen. Die Franzosen nahmen 20.000 Mann gefangen, darunter sieben Feldmarschall-Leutnants (Mack von Leiberich, Graf von Riesch, Graf von Klenau, Ignaz Graf von Gyulay, Erbprinz Friedrich von Hessen-Homburg, Freiherr von Laudon und Freiherr von Gottesheim), acht Generalmajore, 3000 Kavalleristen und 273 Artilleristen und erbeuteten 49 Geschütze, 50 Munitionswagen und viel Gepäck. Auf sein Ehrenwort aus der Kriegsgefangenschaft entlassen, reiste Mack von Leiberich schon am nächsten Tag, dem 21. Oktober, über Augsburg nach Wien ab. Bei seiner Abreise von Ulm begleiteten ihn alle österreichischen Generäle und sein Stab zum Wagen. Dort verabschiedete er sich von ihnen mit den folgenden Worten: „Ich habe die österreichische Monarchie gerettet und begebe mich nun zu Seiner Majestät nach Wien!“
Mit der Einnahme Ulms stand Napoléon der Weg nach Wien offen. Nach kleineren Scharmützeln entlang der Donau gelang seinen Truppen weniger als einen Monat später, am 13. November 1805, die kampflose Einnahme Wiens. In Erfüllung der Verpflichtungen aus dem Bogenhausener Vertrag befreiten nun die ungehindert operierenden französischen Truppen am 24. Oktober 1805 München von der österreichischen Besatzung. Napoléon verfolgte die zurückweichende russische Armee in Richtung Brünn, da er eine Entscheidungsschlacht erzwingen wollte, bevor sich die überlegenen Kräfte seiner Gegner vereinen konnten. Insbesondere einen sich abzeichnenden Kriegseintritt Preußens wollte Napoleon vermeiden. Deshalb lockte er die Russen und Österreicher durch geschickte Vortäuschung eigener Schwäche in die Schlacht von Austerlitz.
Nach seiner Ankunft in Wien wurde Mack von Leiberich vor ein Kriegsgericht gestellt und zum Tode verurteilt. Kaiser Franz milderte die Strafe jedoch auf Entlassung aus der Armee und 20-jährige Festungshaft.

### Rehabilitierung
Durch die Vermittlung des Erzherzogs Karl wurde Mack 1808 aus der Haft in der böhmischen Festung Josefstadt entlassen. Nach dem Sieg über die napoleonische Besatzungsmacht wurde er 1819 vollständig rehabilitiert und als Ritter des Maria-Theresia-Ordens wiedereingesetzt.
Freiherr Mack von Leiberich starb am 22. Oktober 1828 in St. Pölten. Seine Rechtfertigungsschrift über die Kapitulation von Ulm ist in Raumers Historischem Taschenbuch (1873) veröffentlicht worden.

## Wappen
Das 1791 anlässlich der Erhebung Macks in den Freiherrenstand verliehene Wappen war: In Gold ein rotbewaffneter schwarzer Adler, dessen Brust mit einer sechsmal gekrümmten natürlichen Schlange pfahlweise belegt ist. Freiherrnkrone. Gekrönter Helm, als  Helmzier drei Straußenfedern wachsend (golden-schwarz-golden). Helmdecken: beiderseits schwarz-golden. Schildhalter: auswärts sehende wilde Männer, welche ihre freien Hände in die Hüften stemmen.